# M&W
『M&W』（エム・アンド・ダブリュー）は、シドの通算8枚目、メジャー3枚目のオリジナルアルバム。2012年8月1日にキューンミュージックから発売された。

## 解説
前作『dead stock』から1年半弱でのリリース。シングル4作を含む全11曲を収録。
CDとDVD2枚組の初回限定盤A,BとCD1枚のみの通常盤の3タイプでのリリース。初回盤Aは三方背ボックス・デジパック仕様で豪華32Pブックレット付き。3タイプ共に5年ぶりに行われる握手会の参加券が封入。名古屋、大阪、福岡、東京、仙台の5都市で行われた。初回盤A,Bにはそれぞれツアー密着映像の視聴アクセスコードが記載されたチラシが封入されており、両タイプ購入者限定で1回だけ視聴することができる。またタワーレコードやHMVなど特定の店舗での予約・購入者に、先着でメンバーソロポスターがランダムでプレゼントされる。
シドのアルバムとしては初めて、全ての曲の歌詞に「男と女」というテーマの統一がなされており、アルバムタイトルのM&Wも「Man & Woman」の略である。シドの楽曲製作の流れ上、歌詞の作成は最後に来るため、マオ以外のメンバーは「そういう意識の下では作成していない」と語っているが、事実上のコンセプトアルバムとなっている。
前アルバムとほぼ同様に、「1時間以上のアルバムは聴いてても魅力を感じない」と語る明希の要望で45分程度のアルバムとなっている。（前作『dead stock』の際は"トータルを45分以上にしたくない"と語っていた）
メンバーがそれぞれ「今まで以上に新しい試みを入れた」と語り、特にマオの「あえてビブラートを入れない歌い方」、明希の「スラップを活かした曲」、ゆうやの「コンプ・サウンドでの収録」は、各メンバーが雑誌インタビューで語る今アルバムの大きな特徴となっている。
今作の発売は8月であるが、オリコンチャートの集計期間上7月度にランクインしている。

## 収録内容
| 全作詞: マオ。 |                            |           |          |      |
| #              | タイトル                   | 作詞      | 作曲     | 時間 |
| 1.             | 「コナゴナ」               | マオ      | Shinji   | 4:15 |
| 2.             | 「ゴーストアパートメント」 | マオ      | 御恵明希 | 3:28 |
| 3.             | 「冬のベンチ」             | マオ      | ゆうや   | 5:04 |
| 4.             | 「糸」                     | マオ      | 御恵明希 | 4:14 |
| 5.             | 「Café de Bossa」          | マオ      | ゆうや   | 4:10 |
| 6.             | 「S」                      | マオ      | 御恵明希 | 3:27 |
| 7.             | 「MOM」                    | マオ      | Shinji   | 3:35 |
| 8.             | 「いつか」                 | マオ      | Shinji   | 4:51 |
| 9.             | 「ドレスコード」           | マオ      | 御恵明希 | 2:59 |
| 10.            | 「gossip!!」               | マオ      | 御恵明希 | 3:57 |
| 11.            | 「残り香」                 | マオ      | ゆうや   | 5:10 |
| 合計時間:      | 合計時間:                  | 合計時間: | 45:10    |      |

### 初回限定盤A
| #  | タイトル                                     | 作詞 | 作曲・編曲 |
| -- | -------------------------------------------- | ---- | ---------- |
| 1. | 「TOUR 2012『M&W』preview ライブ映像 Ver.A」 |      |            |

### 初回限定盤B
| #  | タイトル                                     | 作詞 | 作曲・編曲 |
| -- | -------------------------------------------- | ---- | ---------- |
| 1. | 「TOUR 2012『M&W』preview ライブ映像 Ver.B」 |      |            |

### 楽曲解説
1. コナゴナ
使いたいコード（メジャー7thなど）からメロディを膨らませて創った曲。
バンドサウンド以外は一切入っていない。バンドサウンド重視傾向のShinjiとしては「今やりたいことを最も体現してる曲」。
レコーディングでゆうやが嵌り込んでしまい、最多の1曲で12テイクを実施した。
2. ゴーストアパートメント
明希曰く「サウンド的には、きれいなまとまりよりも、むしろ猥雑な感じ」。
マオが「やるなら多い方がいいかと思って」と語るほど多量に巻き舌を用いて歌っている。
3. 冬のベンチ
18thシングル。
マオが詞を付けるまでは季節モノではなかったらしく、作曲者のゆうやに至っては「季節感なんて考えてもいなかった」。最終的にアレンジ・歌詞・リリース時期で"冬感"が固まった作品。
4. 糸
「久々に会心の出来」「今までの曲の中でベスト3に入る」と明希が語る作品。作曲開始時には何も構えずに創り始めた。
「起承転結がハッキリしてる」と明希が語り、マオも「全体的に滑らかにじゃなく、サビに重さを置いた」と語っている。
5. Café de Bossa
「盛り上がる曲」というよりは「笑顔になれるような曲」という考えの下で製作した曲。
イントロのボサノバ調のギターサウンドは、Shinjiがウォーミングアップとして弾いていたのをゆうやが聴き、「それいいね」と急遽差し替えたもの（Shinji曰く、「そこだけ（たまたま弾いていた日の）プリプロで録ったものを採用してる」）。
6. S
20thシングル。映画「貞子3D」テーマソング。
インディーズ・メジャーを通して初となる、"シングルA面での激しい曲調"の楽曲。メンバー達ですら「シドがシングルでこんなのを出してきたか！っていう曲」と語る、ここまでの活動において貴重な楽曲である。
楽曲的にも、シドではあまり見られない「ギターとベースのユニゾン（的なこと）」を行っている。
曲への反響もさることながら、タイアップへの反響も多かったらしく、マオには「貞子ストラップ買いました！」という声まで届いたという。
7. MOM
インディーズ時代からストックされていた曲で、ゆうやが「前々からやりたいと思ってた」と引っ張り出してきた（Shinji本人は「あんまり過去の曲とか引っ張り出したくないんですよね」と語っている）。
元はデジタルロック調だったものを、マオが「これをもろソウルな感じでやりたい」と提案。
8. いつか
17thシングル。TBS系「CDTV」9月度オープニングテーマ。
今アルバムのShinji作曲で唯一、プリプロ中にShinji自身の判断でストリングスを盛り込んだ楽曲。
この曲からPVの監督が変わっている。
9. ドレスコード
「曲作りのフォーマットを完全に無視した楽曲」「これまでの作曲における"定番の形"みたいなのを取っ払った」と明希が語っている。また、「転調の部分の冒頭のコード進行で煮詰まってしまい、そこに関しては最終的にダーツで決めた」とも。
「ひたすらベースを難しくしたかった」らしく、1小節ずつフレーズを考えて創っている。結果、「前後の繋がりを無視したフレーズがムチャクチャ多くて忙しい」曲となった。また、Shinjiも同様に「忙しい曲」と語っている。
10. gossip!!
「スラップを活かした曲もいいな」と思い、ここまでの作曲で初めてスラップでのリフから創った曲。
Shinjiが「忙しすぎてライブで演っても周りから"ノリ悪かったね"って言われるほど動けない」と語る。
11. 残り香
19thシングル。日本テレビ系「スッキリ!!」4月度テーマソング。
Shinjiが今アルバムに関するインタビューで「ギターが入らなくてもいける曲とかでも"ちょっと待てよ"と」と語っているのはこの曲である。また、Shinji曰く「フレーズ的にハードめ」で、コピープレイヤーには「クリーンもそうですけど、特に歪みのサウンドはまず音作りにこだわってみてください」とも語っている。

## 品番
- 初回限定盤A：KSCL-2091/2
- 初回限定盤B：KSCL-2093/4
- 通常盤：KSCL-2095